# Colocleora smithi
Colocleora smithi là một loài bướm đêm trong họ Geometridae.